# Joseph P. Kennedy
Joseph Patrick Kennedy Sr. (Boston, 6 settembre 1888 – Hyannis Port, 18 novembre 1969) è stato un politico, diplomatico e imprenditore statunitense, di origini irlandesi, noto per essere stato il padre del Presidente degli Stati Uniti d'America John F. Kennedy e capostipite della famiglia Kennedy.

## Biografia
Nato a Boston da Patrick Joseph Kennedy (1858-1929) e Mary Augusta Hickey (1857-1923), i suoi antenati irlandesi approdarono negli Stati Uniti d'America nel 1840. La sua famiglia era già attiva nel partito Democratico. La madre lo incoraggiò a studiare presso la scuola latina di Boston per poi iscriversi all'Harvard College e diventare giocatore nel Delta Upsilon, una squadra di baseball. Nel 1914 sposò Rose Fitzgerald, figlia di John Francis Fitzgerald, sindaco democratico di Boston, ed ebbero nove figli: Joseph Patrick Kennedy Jr., John Fitzgerald Kennedy, Rosemary Kennedy, Kathleen Agnes Kennedy, Eunice Mary Kennedy, Patricia Kennedy, Robert Kennedy, Jean Ann Kennedy, Edward Moore Kennedy.
Kennedy fu il fondatore, nel 1928, della RKO Radio Pictures insieme a David Sarnoff, boss della RCA, Radio Corporation of America. Fu sostenitore di Franklin Delano Roosevelt durante la prima e la seconda campagna elettorale (1932 e 1936). Venne ricompensato da questi che lo nominò presidente della commissione Borsa e Finanze, che aveva il compito di riformare le regole di Wall Street che avevano permesso il "martedì nero". Kennedy si ritrovò a dover rendere illegali molte tattiche da lui stesso utilizzate in passato per accumulare il suo patrimonio. Fu inoltre membro della Pilgrims Society e ambasciatore degli Stati Uniti a Londra dall'autunno del 1938 fino all'ottobre 1940, dove ebbe la possibilità di farsi apprezzare soprattutto per le sue doti di uomo d'affari. Fu un convinto assertore del non interventismo degli USA durante la seconda guerra mondiale a fianco della corona britannica. Era un ammiratore di Adolf Hitler e nutriva, seppur moderatamente, sentimenti antisemiti.
Nel 1941 fece sottoporre la figlia Rosemary, a causa dei suoi sbalzi d'umore e perché considerata troppo intraprendente coi ragazzi, a un intervento di lobotomia. L'intervento, che Joseph tenne nascosto al resto della famiglia, ridusse la ragazza allo stato vegetativo in cui è sopravvissuta fino all'età di 86 anni. Nel 1961 fu colpito da un ictus che gli tolse la parola. Sopravvisse ai suoi figli Joseph Patrick, John Fitzgerald, Kathleen Agnes e Robert Francis.

## Discendenza
- Joseph Patrick Jr. (25 luglio 1915 - 12 agosto 1944); morto in un volo di addestramento durante la seconda guerra mondiale
- John Fitzgerald (29 maggio 1917 - 22 novembre 1963); sposò Jacqueline Lee Bouvier; Presidente degli Stati Uniti d'America, fu assassinato a Dallas
- Rosemary (3 settembre 1918 - 7 gennaio 2005); subì un intervento di lobotomia nel 1941
- Kathleen Agnes (20 febbraio 1920 - 13 maggio 1948); sposò William Cavendish, marchese di Hartington, lavorò come crocerossina nel Regno Unito; morì in un incidente aereo nel 1948
- Eunice Mary (10 luglio 1921 - 11 agosto 2009); sposò nel 1953 Sargent Shriver
- Patricia (6 maggio 1924 - 17 settembre 2006); sposò Peter Lawford nel 1954 dal quale divorziò nel 1966
- Robert Francis (20 novembre 1925 - 6 giugno 1968); sposò nel 1950 Ethel Skakel; candidato alla presidenza degli Stati Uniti, fu assassinato a Los Angeles
- Jean Ann (20 febbraio 1928 - 18 giugno 2020); sposò nel 1956 Stephen Edward Smith
- Edward Moore (22 febbraio 1932 - 25 agosto 2009); sposò nel 1958 Joan Bennet, divorziò nel 1982 e si risposò con Victoria Reggie.

## Influenza sui mass media
- Joseph Kennedy ha ispirato Mickey Shea, personaggio di finzione dei romanzi Il ritorno del padrino e La vendetta del padrino, di Mark Winegardner;
- Nel romanzo ucronico Fatherland è invece divenuto Presidente;
- Appare nella miniserie televisiva di otto puntate The Kennedys, trasmessa nel 2011, in cui è interpretato da Tom Wilkinson;
- È interpretato da Matt Letscher nella serie TV Boardwalk Empire - L'impero del crimine;
- È uno dei personaggi principali del libro Il principe del mondo (2021), dello scrittore italiano Antonio Monda.